# بوب بلاند
ماري لين فولجر ،   والمعروفة باسم بوب بلاند (ولدت في 17 ديسمبر 1982)، هي مصممة أزياء أمريكية وناشطة. شاركت بلاند في رئاسة مسيرة 2017 للسيدات.

## النشأة والتعليم
هي ابنة اثنين من معلمي المدارس العامة، ولدت بلاند في عام 1982 في ولاية فرجينيا الشمالية بالقرب من واشنطن،  كانت تخيط في الوقت الذي بلغت به ثماني سنوات، وعرضت أعمالها ذلك في أول برنامج لها في المدرسة الثانوية، مع 32 عمل أصلي لها عرضتها زميلاتها عبر الكافتيريا. وتخرجت من مدرسة توماس جيفرسون الثانوية للعلوم والتكنولوجيا وكلية سافانا للفنون والتصميم وهي تحمل شهادة في تصميم الأزياء. 
عملت كراعية للطفولة في كنيسة بوهيك،  وفي عام 2005 عندما عملت كموظفة صيفية في معسكر وودز أند ووترز، قالت إنها تريد أن تشحن رسومها «بالتواصل مع الناس وإظهار حبهم للمسيح».

## الموضة
عملت في الطابق المخصص لتصميم تومي هيلفيغر ورالف لورين، وبالتوازي مع ذلك بدأت العلامة التجارية الخاصة بها، بروكلين رويالتي في عام 2006.   حاولت بلاند تصنيع إنتاجها محليًا، لكنها واجه صعوبات. في عام 2014، قالت بلاند إن علامتها التجارية شاركت في ما بين أربعة إلى خمسة «أحداث أزياء أسبوعية» منذ تأسيسها.

## النشاط

### تصنيع نيويورك والأزياء الأخلاقية
في عام 2012، قامت بلاند بتأسيس تصنيع نيويورك (Manufacture New York) والتي تدير ساحة صناعية تبلغ مساحتها 160,000 قدم مربع في Sunset Park Brooklyn ، وقد سميت " Innovation Hub" للملابس والمنسوجات والتكنولوجيا القابلة للارتداء،  وخلية عمل للمصممين المستقلين. عملت بلاند عن كثب مع عضوة الكونغرس نيديا فيلازكويز وطلبت منحة مالية من مسؤولي مدينة نيويورك،  وتلقت منح من إدارة الأعمال التجارية الصغيرة الأمريكية وصندوق تسريع النمو،  متبوعة بمنحة قدرها 3.5 مليون دولار من مدينة نيويورك. في عام 2016، كانت المنظمة جزءًا من مبادرة أطلق عليها اسم الأقمشة الوظيفية المتقدمة لأمريكا والتي حصلت على منحة فدرالية بقيمة 75 مليون دولار من وزارة الدفاع.  
في أعقاب انهيار مبنى سافار في 2013 الذي أودى بحياة أكثر من 1000 شخص في بنغلاديش، دعت بلاند إلى دعم صناعة تصنيع الملابس قائلاً إن الأزياء الرخيصة من الصناعات التحويلية الخارجية تسبب خسائر في الأرواح وتتميز بعدم الاستدامة.  

### مسيرة النساء
كانت بلاند عضوًا مبكرًا في المناقشات والتخطيط عبر منصة الفيسبوك مع تيريزا شوك التي توجت بمسيرة المرأة في واشنطن والمسيرات الدولية المرتبطة بها والتي أقيمت بعد حفل تنصيب دونالد ترامب.  عملت كرئيس مشارك لمسيرة واشنطن في المنظمة عندما تم تأسيسها. سمها مجلة فورتشن وغيرها من الوجوه العامة للحركة في قائمة تضم 100 من كبار القادة فيما يتعلق بمسيرة مارس. 
انتقدت بلاند في وقت لاحق مسيرة " وحدوا اليمين" في شارلوتسفيل. وفقًا لما ذكرته بلاند، تتواطأ النساء البيض في حراك تفوق البيض حيث يستفدن منه بسبب امتياز الأبيض، وبالتالي يجب أن يتركن للناس الملونين زمام المبادرة في النضال.
نالت بلاند انتقادات لإلقاء اللوم على «المؤسسة اليهودية» لإطلاق النار على مسجد كرايست تشيرش في نيوزيلندا  عندما شاركت بوست للناشطة اليهودية جيسي رابينوفيتش على الفيسبوك. كانت رابينوفيتش قد كتبت "نفس اللغة والكراهية التي ينشرها الناس ضد الأخوات ليندا صرصور وممثلتنا. قتل إلهان عمر 54 مسلم في نيوزيلندا. لا يمكنك الوقوف تضامنا مع المجتمع المسلم وتجاهل النساء المسلمات في نفس الوقت لتعبيرهن عن حقائقهن. المؤسسة اليهودية الأمريكية، أنا أنظر إليك ".

## الحياة الشخصية
تزوجت بلاند حبيبها في المدرسة الثانوية، مايكل فولجر، في عام 2009. تزوجوا في كنيسة الثالوث في وول ستريت في مدينة نيويورك. غادروا المدينة بعد شراء منزل تاريخي في غرب فيلادلفيا. ولدى بلاند ابنتان، واحدة ولدت في عام 2011 والآخر ولدت بعد وقت قصير من الانتخابات الأمريكية في عام 2016.   خلال فعاليات مسيرة المرأة في عام 2017، كانت بلاند تجلب معها طفلتها الصغيرة على خشبة المسرح، وقد تم تصويرها معها وتحدثت عن موضوع الأمومة. قالت إنها تعطي منظوراً جديداً وسبباً لتحسين العالم. 

## الأوسمة والجوائز
- New York Observer Brooklyn Machers List 2015: The New Industrialist[1]
- Fortune 50 World's Greatest Leaders[2]
- 2017 Time 100's Most Influential People[3]
- 2017 Webby Award Social Movement of the Year[4]
- Glamour Women of the Year (awarded to 24 organizers of the 2017 Women's March)[5]